# 阿爾哥龍屬
阿爾哥龍屬（學名：Algoasaurus）意為「阿爾哥亞灣蜥蜴」，是蜥腳下目恐龍的一個屬，生存於侏羅紀提通階至白堊紀凡藍今階的南非。化石發現於開普省的Upper Kirkwood地層。阿爾戈龍屬於新蜥腳類，經常被歸類於其中的泰坦巨龍類，但這卻是沒有任何證據，而有研究將牠視為蜥腳下目的一個疑名。
阿爾哥龍的模式種為鲍氏阿爾哥龍( A. bauri  )，是由羅伯特·布魯姆（Robert Broom）於1904年根據一個背椎、股骨及一個帶爪的指骨來命名。這些化石是在1903年由一個礦場工人在不知情下發現，所以有很多化石都被用來製造磚而遭到破壞。牠死時可能有9米長。

## 外部連結
- Algoasaurus in The Dinosaur Encyclopaedia （页面存档备份，存于） at Dino Russ's Lair